# Барвіновська сільська адміністрація
Барві́новська сільська адміністрація (каз. Барвинов ауылдық әкімдігі, рос. Барвиновская сельская администрация) — адміністративна одиниця у складі Сарикольського району Костанайської області Казахстану. Адміністративний центр та єдиний населений пункт — село Барвіновка.
Населення — 1094 особи (2021; 1532 у 2009, 2115 у 1999, 2351 у 1989).
Станом на 1989 рік існувала Барвіновська сільська рада (села Барвіновка, Новобарвіновка, селище Мінський). Село Мінське ліквідовано 2009 року, село Новобарвіновка — 2019 року, Барвіновський сільський округ перетворено в сільську адміністрацію.

## Склад
До складу адміністрації входять такі населені пункти:
| Населений пункт      | Старі назви | Населення, осіб (1989) | Населення, осіб (1999) | Населення, осіб (2009) | Населення, осіб (2021) |
| -------------------- | ----------- | ---------------------- | ---------------------- | ---------------------- | ---------------------- |
| Барвіновка, село     | -           | 2063                   | 1869                   | 1400                   | 1094                   |
| Мінське, село        | Мінський    | 18                     | 17                     | -                      | -                      |
| Новобарвіновка, село | -           | 270                    | 229                    | 132                    | -                      |